# Bob Boothby

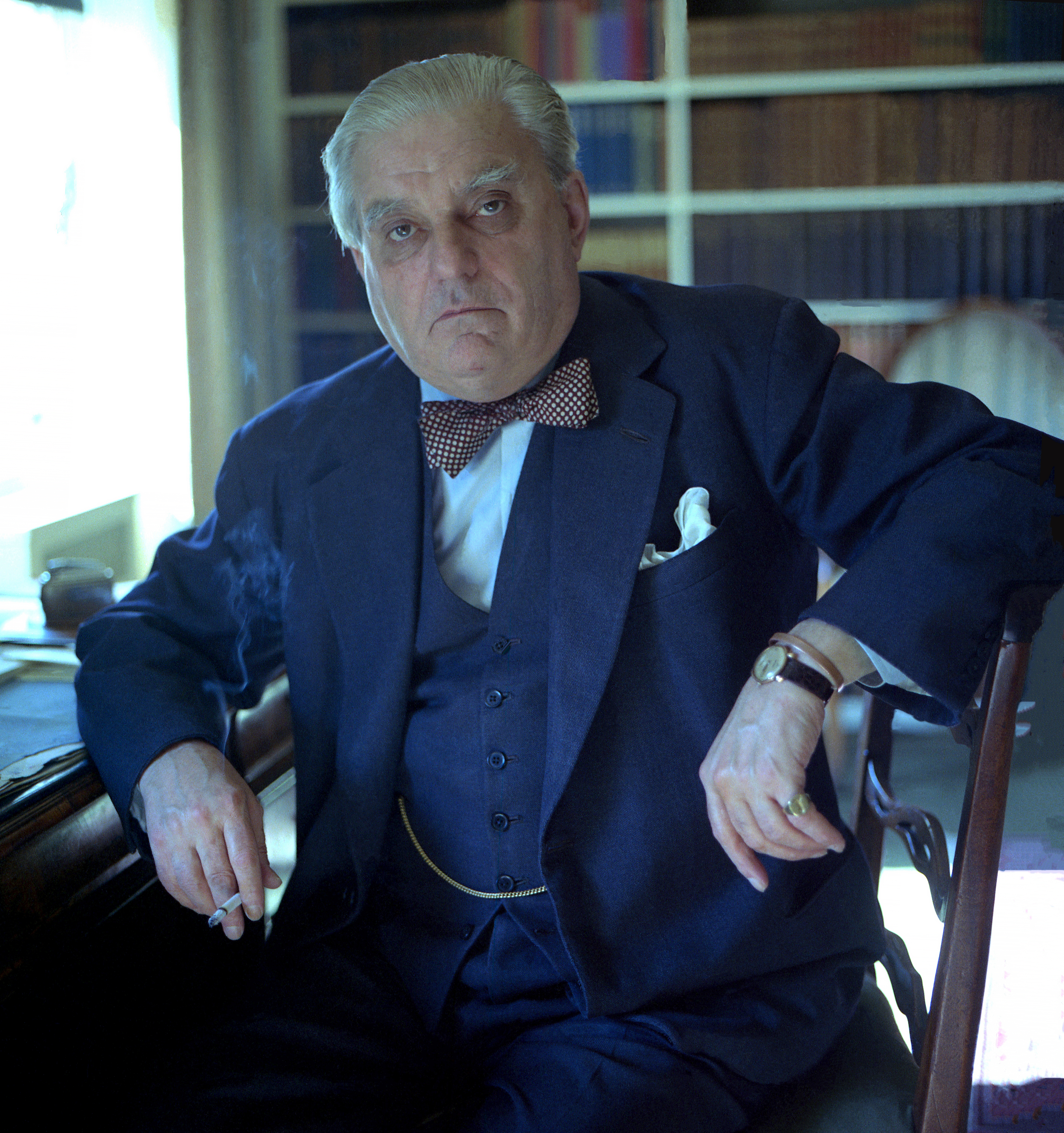
Bob Boothby, Baron Boothby, 1975

Robert John Graham Boothby, Baron Boothby (* 12. Februar 1900 in Edinburgh, Schottland; † 16. Juli 1986 in London) war ein britischer Politiker der Conservative Party.

## Politische Laufbahn
Boothby wurde bei der Wahl 1924 als Kandidat der Conservative Party erstmals zum Mitglied des Unterhauses (House of Commons) gewählt und war in diesem bis 1950 Abgeordneter für den Wahlkreis Aberdeenshire and Kincardineshire Eastern sowie im Anschluss bis 1958 für Aberdeenshire East.
Zunächst war er von 1926 bis 1929 Privatsekretär von Schatzkanzler Winston Churchill. In den folgenden Jahren war er insbesondere ein enger Mitarbeiter und Vertrauter Churchills und teilte dessen warnende Einschätzung über das Wachsen der Macht Adolf Hitlers und drängte daher auf eine stärkere Rüstung.
Nachdem Churchill am 10. Mai 1940 erstmals Premierminister wurde, wurde Boothby zum Parlamentarischen Sekretär im Ernährungsministerium berufen. Obwohl er stets beteuerte unschuldig zu sein, trat er von diesem Amt im Januar 1941 zurück, nachdem ein Untersuchungsausschuss des Unterhauses schuldig befand politische Dienste gegen finanzielle Leistungen angeboten zu haben.
Nach dem Zweiten Weltkrieg war er von 1949 bis 1957 Mitglied der Parlamentarischen Versammlung des Europarates und ein starker Befürworter der am 23. Oktober 1954 gegründeten Westeuropäischen Union.
Nach seinem Ausscheiden aus dem Unterhaus wurde er am 22. August 1958 als Baron Boothby, of Buchan and Rattray Head in the County of Aberdeen, zum Life Peer erhoben und wurde damit auf Lebenszeit Mitglied des House of Lords. Daneben war er als Nachfolger von David Maxwell Fyfe, 1. Earl of Kilmuir von 1958 bis 1961 Rektor der University of St Andrews, der ältesten Universität Schottlands. Nachfolger in diesem Amt wurde anschließend Charles Percy Snow.
Baron Boothby war darüber hinaus Mitglied des renommierten The Other Club, der 1911 von Churchill und Frederick Edwin Smith, dem späteren 1. Earl of Birkenhead, gegründet wurde.

## Der Kray-Skandal
Es war bekannt, dass Boothby ein promisker Bisexueller war. Homosexualität war damals noch verboten; ab 1954 propagierte er eine Reform dieses Gesetzes.
1964 veröffentlichte die Boulevard-Zeitung Sunday Mirror einen Artikel, in dem von Ermittlungen von Scotland Yard bezüglich einer homosexuellen Beziehung zwischen einem Mann der Londoner Unterwelt und einem konservativen Parlamentsabgeordneten berichtet wurde. Es kamen Gerüchte auf, es handele sich dabei um die Unterweltgröße Ronnie Kray und Lord Boothby.
Obwohl im Mirror keine Namen genannt wurden – was die deutsche Zeitschrift Der Stern allerdings eine Woche später nachholte –, bedrohten die Kray-Zwillinge die beteiligten Journalisten, und Boothby selbst drohte mit Klage. Daraufhin zog die Zeitung die Geschichte zurück und druckte eine Entschuldigung, der Chefredakteur wurde entlassen, und Boothby erhielt £ 40,000 Entschädigung im Rahmen eines außergerichtlichen Vergleiches. Boothby und sein Parlamentskollege, Tom Driberg von der Labour Party, ebenfalls ein Freund der Krays, versuchten auf politischem Wege Ermittlungen gegen die Zwillinge immer wieder zu unterbinden.
Im Juli 2009 wurden Briefe zwischen Ronnie Kray und Lord Boothby auf einer Auktion verkauft, die beweisen, dass zwischen den beiden Männern entgegen der Behauptung Boothbys eine engere Beziehung bestand.